# Cantó de Valenciennes-Sud
El cantó de Valenciennes-Sud és una divisió administrativa francesa, situada al departament del Nord i la regió dels Alts de França.

## Composició
El cantó de Valenciennes-Sud aplega les comunes següents :
- Artres
- Aulnoy-lez-Valenciennes
- Famars
- Haulchin
- Hérin
- La Sentinelle
- Maing
- Monchaux-sur-Écaillon
- Oisy
- Prouvy
- Quérénaing
- Rouvignies
- Thiant
- Trith-Saint-Léger
- Valenciennes
- Verchain-Maugré

## Història
| Date d'elecció                        | Identitat        | Partit |
| ------------------------------------- | ---------------- | ------ |
| 2001-2008                             | Michel Kaczmarek | PCF    |
| 2008-                                 | Norbert Jessus   | PCF    |
| Les dades anteriors no són conegudes. |                  |        |
|                                       |                  |        |

## Demografia
| 1962 | 1968 | 1975 | 1982 | 1990 | 1999   | 2006   |
| ---- | ---- | ---- | ---- | ---- | ------ | ------ |
| -    |      |      |      |      | 48.245 | 47.934 |